# María (esposa de Constantino V)
María (en griego Μαρία; m. 751) fue la segunda emperatriz consorte del emperador Constantino V.

## Emperatriz
Constantino V fue emperador desde 741. Su primera mujer, Tzitzak dio a luz a su único hijo conocido, León IV el Jázaro, el 25 de enero de 750. No vuelve a haber mención sobre ella en el año siguiente, cuando Constantino debió casarse con María. Lynda Garland ha sugerido que Irene debió morir a causa del parto.
María se casó con Constantino entre 750 y 751 y, de acuerdo con Chronographikon syntomon del Patriarca Ecunménico Nicéforo I de Constantinopla, murió en la misma época que su hijastro, León IV el Jázaro, era asociado al trono imperial (6 de junio de 751) y su marido recuperó Melitene. La razón es desconocida.
María murió sin hijos, por lo que Constantino tomó como esposa a Eudoxia, quien le dio seis hijos.